# Panaholma
Panaholma é uma comuna da província de Córdoba, na Argentina.